# Cerkiew św. Aleksandra Newskiego w Bizercie
Cerkiew św. Aleksandra Newskiego – prawosławna cerkiew w Bizercie, w jurysdykcji Rosyjskiego Kościoła Prawosławnego. Pełni rolę cerkwi parafialnej.

## Budowa
Cerkiew została wzniesiona w latach 1937–1938 w oparciu o projekt inżyniera pułkownika N. Sucharżewskiego przez rosyjskich białych emigrantów – dawnych żołnierzy Floty Wrangla żyjących od początku lat 20. XX wieku w Bizercie. 
We wnętrzu obiektu znalazł się szereg pamiątek związanych z Flotą Wrangla (m.in. oryginalne kotwice) oraz ikony Chrystusa Zbawiciela, Matki Bożej oraz Świętych Konstantyna i Heleny, które zostały przeniesione z kaplicy statku „Jerzy Zwycięzca”.

## Historia
Cerkiew została poświęcona 10 września 1938. 
W czasie II wojny światowej obiekt został uszkodzony w czasie bombardowań. W 1949 społeczność rosyjska w Bizercie (25 rodzin) podjęła jego odbudowę pod kierunkiem ihumena Teodozjusza. Remont był współfinansowany przez władze francuskie, które przekazały 975 tys. franków z niezbędnej sumy półtora miliona franków – pozostałą część pokryły dobrowolne składki wiernych.
Po roku 1956, gdy Tunezja proklamowała niepodległość, rosyjscy osadnicy zaczęli opuszczać kraj, a liczba wiernych drastycznie maleć. W 1962 parafię opuścił ostatni duchowny pozostawiając na miejscu dwie rodziny wiernych.
Wspólnota odżyła pod koniec lat 80. XX wieku głównie za sprawą emigrantów – Rosjanek, Ukrainek czy Białorusinek; żon Tunezyjczyków, z którymi poznały się studiując razem z nimi w ZSRR. 
W 1992 patriarcha moskiewski i całej Rusi Aleksy II przyjął tę tunezyjską parafię na łono Rosyjskiego Kościoła Prawosławnego. Od 29 grudnia 2021 r. parafia wchodzi w skład eparchii północnoafrykańskiej Patriarszego egzarchatu Afryki.